# 30 Coins
 (avril 2024).
30 Coins (30 Monedas) est une série télévisée espagnole en 8 épisodes de 60 minutes,  créé(e) par Álex de la Iglesia et diffusée depuis le 29 novembre 2020 sur HBO Europe.

## Synopsis
Diverses factions religieuses recherchent les "30 deniers" : les 30 pièces d'argent payées à Judas comme prix de la trahison de Jésus. 

## Fiche technique
- Titre original : 30 Monedas
- Titre français : 30 Coins
- Création : Álex de la Iglesia
- Réalisation : Pablo Rosso[2]
- Scénario :
  - Álex de la Iglesia
  - Jorge Guerricaechevarría
- Casting : Voir distribution
- Musique : Roque Baños
- Production :
- Sociétés de production :
  - HBO Nordic AB
  - Pokeepsie Films
- Sociétés de distribution : HBO Nordic AB[3]
- Pays d'origine :  Espagne
- Langue originale : Espagnol
- Genre : Aventure, Epouvante-horreur, Action
- Nombre de saisons : 1
- Nombre d'épisodes : 8
- Durée : 60 minutes
- Dates de première diffusion :
  -  Espagne : 29 novembre 2020

## Distribution
- Eduard Fernández : Padre Manuel Vergara (Father Manuel Vergara)
- Megan Montaner : Elena
- Miguel Ángel Silvestre : Paco
- Macarena Gómez : Merche
- Pepón Nieto : Sargento Lagunas (Sargeant Lagunas)
- Manolo Solo : Cardenal Petruccelli

## Épisodes
| # Numéro | Titres             | Réalisateur        | Date de diffusion | Scénario                                       |
| -------- | ------------------ | ------------------ | ----------------- | ---------------------------------------------- |
| 1        | Telarañas          | Álex de la Iglesia | 29 novembre 2020  | Álex de la Iglesia et Jorge Guerricaechevarría |
| 2        | Ouija              | Álex de la Iglesia | 6 décembre 2020   | Álex de la Iglesia et Jorge Guerricaechevarría |
| 3        | El espejo          | Álex de la Iglesia | 13 décembre 2020  | Álex de la Iglesia et Jorge Guerricaechevarría |
| 4        | Rescuerdos         | Álex de la Iglesia | 20 décembre 2020  | Álex de la Iglesia et Jorge Guerricaechevarría |
| 5        | El doble           | Álex de la Iglesia | 27 décembre 2020  | Álex de la Iglesia et Jorge Guerricaechevarría |
| 6        | Guerra Santa       | Álex de la Iglesia | 3 janvier 2021    | Álex de la Iglesia et Jorge Guerricaechevarría |
| 7        | La caja de cristal | Álex de la Iglesia | 10 janvier 2021   | Álex de la Iglesia et Jorge Guerricaechevarría |
| 8        | Sacrificio         | Álex de la Iglesia | 17 janvier 2021   | Álex de la Iglesia et Jorge Guerricaechevarría |